# Ischioscia panamensis
Ischioscia panamensis är en kräftdjursart som beskrevs av Klaus Ulrich Leistikow1999. Ischioscia panamensis ingår i släktet Ischioscia och familjen Philosciidae. Inga underarter finns listade i Catalogue of Life.